# Windmill Hill-kulturen
Windmill Hill-kulturen är Englands äldsta neolitiska kultur som ha fått sitt namn av en s.k. causewayed enclosure i Wiltshire, nära Avebury.
Ett antal liknande causewayed enclosures är kända från södra England. De består av flera koncentriska vallgravar som avbryts av jordbankar, och har alltså inte varit avsedda för försvar. Troligen är de kultiska anläggningar liknande Sarup i Danmark. Bland fynden märks enkel, rundbottnad keramik och ben av nötkreatur. Flinta utvanns ur regelrätta gruvor, till exempel Grimes Graves. Kulturens gravar utgörs av långhögar, s.k. long barrows, för kollektiv begravning, men utan stenkammare.